# Abdirahman Janaqow
Abdirahman Mahmud Farah Janaqow (en somalí: Cabdiraxmaan Maxamuud Faarax Janaqoow) es un miembro, Vicepresidente y Presidente de la Unión de Tribunales Islámicos de (UVI). Él y otros dirigentes firmaron una rendición en Mogadiscio el 27 de diciembre de 2006, después de varias derrotas militares. Sin embargo, continuaron su resistencia militar en el sur del país. Se reportó falsamente que Janaqow fue asesinado en un ataque Estados Unidos, el 8 de enero de 2007 durante la Batalla de Ras Kamboni.  Es un miembro del clan Murusade. Posteriormente ejerció como Ministro de Justicia para el Gobierno de Somalia.

## Unión de Tribunales islámicos
Janaqow apareció como vicepresidente ejecutivo de la UVI en el verano de 2006. El 27 de diciembre de 2006 evacuó Mogadiscio y huyó hacia al sur, diciendo: ''Queremos afrontar a nuestro enemigo y a sus partidarios en un sitio apartado, lejos de la población civil."